# وادي الشور
وادي الشور أحد وديان العراق يقع شمال شرق مدينة الموصل مركز محافظة نينوى شمال العراق، یقع حوض وادي الشور في الجزء الشمالي الشرقي من العراق وبالتحدید شرق مدینة الموصل وینحصر بین طیة عین الصفرة وطیة بعشیقة ویصب الحوض في نهر دجلة، تبلغ مساحة الحوض الكلیة (308) ویخضع مناخه لظروف مناخ العراق وبالتالي مناخ البحر المتوسط، حیث يبلغ معدل سقوط الأمطار (397) ملم ومعدل درجات الجرارة (24) درجة مئویة ومعدل التبخر ( 90.9) ملم.